# Acinonyx intermedius
Acinonyx intermedius — викопний вид котів (Felidae), що належить до роду гепардів Acinonyx. Його описав палеонтолог Теніус у 1954 році. Іноді його вважають частиною Acinonyx pardinensis (де цей вид вважається макровидом) як A. p. intermedius.